# Tellonym
Tellonym è un'app di messaggistica istantanea anonima tedesca dove gli utenti possono mandare in forma anonima dei messaggi ad altri utenti.
A giugno 2020, il numero di utenti in tutto il mondo supera la soglia dei 10 milioni.

## Storia
Il progetto Tellonym, nasce in Germania nel 2016, allo stesso tempo dell'app rivale Sarahah, nata in Arabia Saudita. Il nome è un gioco di parole tra l'espressione Tell on Him (Diglielo) e Anonym (Anonimo). Il sito in poco tempo si è fatto strada nel mondo dei social, raggiungendo in appena un anno, la cifra di 700.000 utenti registrati, della fascia d'età compresa tra gli 11 ed i 17 anni.

## Sito
La struttura del sito è abbastanza semplice ed è divisa in:
- Feed: la parte del sistema che elenca i messaggi ricevuti, inviati e preferiti.
- Cerca: la parte che permette di trovare le persone a cui vogliamo scrivere messaggi.
- Sezione centrale: la parte dove è situato l'URL del proprio account condivisibile con altri social media come: Instagram, Facebook, WhatsApp.
- Notifiche: la parte dove vengono indicate le notifiche.
- Profilo: la parte dove è situato il proprio profilo, modificabile in qualsiasi momento.

## Controversie
Come altre app con lo stesso format anche Tellonym, durante il corso degli anni ha ricevuto critiche a causa della modalità di anonimato, che facilita il lavoro di quegli utenti che tendono a cyberbullizzare o molestare verbalmente altri utenti. Secondo le statistiche i più cyberbullizzati sono la parte d'utenza femminile che ricopre il 70% degli utenti. Nella maggior parte dei casi i messaggi che ricevono sono: insulti o richieste di suicidio. Inoltre molte delle domande poste agli utenti sembrano essere generate da bot o comunque sistemi automatici.